# 连比特·安努斯
连比特·埃利马洛维奇·安努斯（俄语：Ле́мбит Эльма́рович А́ннус；1941年9月17日—2018年7月14日），爱沙尼亚人，苏联政治家。

## 生平
1941年，生于爱沙尼亚科赫特拉-耶尔韦市。1960年，毕业于塔林建筑装修技术学校。1963年，加入苏联共产党。1960年，在苏联军队服兵役。1961年，在塔林市市建维修管理局及其企业任工长、车间主任。1964年，任苏联共青团塔林市海洋区委第二书记、苏共海洋区检查委员会督导员、秘书长、部长。1973年，毕业于苏共中央高级党校。1979年，毕业于苏共中央社会科学院，获历史学副博士学位。
1979年，任爱沙尼亚共产党中央副部长、中央第一书记助理。1983年，任《爱沙尼亚共产党人》杂志总编辑。1989年，任爱沙尼亚共产党中央督导员。1990年，任爱沙尼亚共产党塔林市委第一书记、爱沙尼亚共产党中央第一书记。1991年，任爱沙尼亚《真理报》通讯员。1993年，当选为塔林市议会代表。